# Vrouwenmarathon van Tokio 1998
De Vrouwenmarathon van Tokio 1998 was een marathon voor eliteloopsters op zondag 15 november 1998. In deze twintigste editie van de Tokyo International Women's Marathon kwam de Japanse Junko Asari als eerste over de streep, in 2:28.29.

## Uitslagen
| rang   | naam              | land | tijd    |
| ------ | ----------------- | ---- | ------- |
| Goud   | Junko Asari       | JPN  | 2:28.29 |
| Zilver | Ari Ichihashi     | JPN  | 2:28.29 |
| Brons  | Azumi Miyazaki    | JPN  | 2:30.06 |
| 4      | Ikuyo Goto        | JPN  | 2:31.26 |
| 5      | Katrin Dörre      | GER  | 2:31.44 |
| 6      | Miwako Kondo      | JPN  | 2:32.21 |
| 7      | Chihiro Tanaka    | JPN  | 2:35.45 |
| 8      | Mari Tanigawa     | JPN  | 2:36.16 |
| 9      | Fatuma Roba       | ETH  | 2:36.22 |
| 10     | Takako Hirose     | JPN  | 2:37.17 |
| 11     | Eiko Yamazaki     | JPN  | 2:39.34 |
| 12     | Yoshiko Fukuchi   | JPN  | 2:43.03 |
| 13     | Tomoko Kitamura   | JPN  | 2:44.16 |
| 14     | Natsuko Muramatsu | JPN  | 2:45.07 |
| 15     | Elena Mazovka     | BLR  | 2:45.17 |
| 16     | Asako Tachibana   | JPN  | 2:46.05 |
| 17     | Harumi Matsumoto  | JPN  | 2:46.15 |
| 18     | Nobuko Matsuyama  | JPN  | 2:47.46 |
| 19     | Satsuki Otsu      | JPN  | 2:48.15 |
| 20     | Hiroko Yomo       | JPN  | 2:48.44 |
| 21     | Makiko Hotta      | JPN  | 2:51.00 |
| 22     | Satomi Ogino      | JPN  | 2:51.18 |
| 24     | Kinue Sugio       | JPN  | 2:52.19 |

Tokyo International Marathon (alleen mannen)

1981 · 1982 · 1983 · 1984 · 1985 · 1986 · 1987 · 1988 · 1989 · 1990 · 1991 · 1992 · 1993 · 1994 · 1995 · 1996 · 1997 · 1998 · 1999 · 2000 · 2001 · 2002 · 2003 · 2004 · 2005 · 2006

Tokyo International Women's Marathon (alleen vrouwen)

1979 · 1980 · 1981 · 1982 · 1983 · 1984 · 1985 · 1986 · 1987 · 1988 · 1989 · 1990 · 1991 · 1992 · 1993 · 1994 · 1995 · 1996 · 1997 · 1998 · 1999 · 2000 · 2001 · 2002 · 2003 · 2004 · 2005 · 2006 · 2007 · 2008

Tokyo Marathon (beide)

2007 · 2008 · 2009 · 2010 · 2011 · 2012 · 2013 · 2014 · 2015 · 2016 · 2017 · 2018 · 2019 · 2020 · 2021 · 2022 · 2023 · 2024